# Drzewiak rudy
Drzewiak rudy (Dendrolagus matschiei) – gatunek ssaka z podrodziny kangurów (Macropodinae) w obrębie rodziny kangurowatych (Macropodidae). 

## Taksonomia
Gatunek po raz pierwszy zgodnie z zasadami nazewnictwa binominalnego opisał w 1907 roku niemiecko-brytyjski zespół zoologów – Niemiec Friedrich Förster i Brytyjczyk Walter Rothschild – nadając mu nazwę Dendrolagus matschiei. Miejsce typowe to według oryginalnego opisu to „góry Rawlinson, Nowa Gwinea Niemiecka” (ang. Rawlinson Mountains, German New Guinea), tj. góry Rawlinson, półwysep Huon, Morobe, Papua-Nowa Gwinea. Holotyp to skóra (sygnatura BM 1939.2927) z kolekcji Muzeum Historii Naturalnej w Tring.
Badania oparte na danych genetycznych umiejscawiają D. matschiei w kladzie goodfellowi jako takson siostrzany w stosunku do D. spadix. We wcześniejszych opracowaniach taksony D. goodfellowi i D. spadix traktowano jako podgatunki D. matschiei, ale badania genetyczne i morfologiczne wspierają ich status jako odrębnych gatunków. 
Autorzy Illustrated Checklist of the Mammals of the World uznają ten gatunek za monotypowy.

### Etymologia
- Dendrolagus: gr. δενδρον dendron ‘drzewo’; λαγως lagōs ‘zając’[12].
- matschiei: Georg Friedrich Paul Matschie (1861–1926), niemiecki zoolog[13].

## Zasięg występowania
Drzewiak rudy występuje na półwyspie Huon, w północno-wschodniej Nowej Gwinei; także na wyspie Umboi (prawdopodobnie wprowadzony w czasach prehistorycznych). Jest endemitem ekoregionu Górskie lasy deszczowe półwyspu Huon.

## Wygląd
Długość ciała (bez ogona) samic 51,2–63 cm, samców 61,5–66 cm, długość ogona samic 45,5–68,5 cm, samców 55,5–62 cm; masa ciała samic 8,4–10,5 kg, samców 7–10 kg. Drzewiak ten ma gęstą sierść i tak jak inne kangury nadrzewne potężne kończyny przednie i krótsze kończyny tylne. Ubarwienie jest zróżnicowane – od barwy czarnej do bladobrązowej.

## Tryb życia
Drzewiak rudy prowadzi nocny tryb życia. Świetnie wspina się po drzewach, których liśćmi i owocami się żywi. Potrafi skakać ukośnie z drzewa na drzewo bądź z drzewa na ziemię. Samica ma dobrze rozwiniętą torbę, która otwarta jest do przodu. Ciąża trwa około 32 dni, zwykle rodzi się tylko jedno młode.

## Status zagrożenia
W Czerwonej księdze gatunków zagrożonych Międzynarodowej Unii Ochrony Przyrody i Jej Zasobów został zaliczony do kategorii EN (ang. endangered ‘zagrożony’).